# Rohini Hattangadi
Rohini Hattangadi (Delhi, 11 aprile 1955) è un'attrice indiana.
È un'attrice di cinema, televisione e teatro indiana.
Ha vinto il BAFTA alla migliore attrice non protagonista per Gandhi (ex aequo con Maureen Stapleton in Reds).
È stata interprete della commedia Yerma, ed è stata la prima donna a recitare Yakshagana, oltre a recitare in Medea, tragedia di Euripide.
Oltre ai premi teatrali, nel 2004 ha ricevuto il Sangeet Natak Akademi Award per la sua collaborazione all'arte del teatro.